# L'Escale (film)
Pour les articles homonymes, voir L'Escale.
L'Escale est un film français réalisé par Jean Gourguet, sorti en 1930.

## Fiche technique
- Titre : L'Escale
- Réalisation : Jean Gourguet
- Scénario : Jean Gourguet
- Photographie : René Colas
- Société de production : Mondial Films
- Pays d'origine :  France
- Durée : 91 minutes
- Date de sortie : 
  - France : 29 mars 1930

## Distribution
- René Ferté
- Ginette Maddie
- Jenny Luxeuil
- Émile Vardannes